# Hendrik Jan Davids
Hendrik Jan Davids (De Bilt, 30 gennaio 1969) è un ex tennista olandese.

## Carriera
Ottenne il suo best ranking in singolare il 17 gennaio 1996 con la 171ª posizione, mentre nel doppio divenne il 18 aprile 1994, il 26º del ranking ATP.
Specialista nel doppio, vinse in carriera sette tornei del circuito ATP su un totale di diciannove finali disputate. Il primo torneo vinto fu la Kremlin Cup 1990 in coppia con l'olandese Paul Haarhuis; in quell'occasione superarono la coppia formata dall'australiano John Fitzgerald e dallo svedese Anders Järryd con il punteggio di 6-4, 7-6. I risultati migliori ottenuti nei tornei del grande slam furono i quarti di finale raggiunti nell'Open di Francia 1993 e negli US Open 1996 rispettivamente in coppia con il sudafricano Piet Norval e l'olandese Sjeng Schalken.
Nel circuito ATP Challenger Series vinse, inoltre, un torneo in singolare e otto in doppio.

## Statistiche

### Tornei ATP

#### Doppio

##### Vittorie (7)
| Legenda                                              |
| Grande Slam (0)                                      |
| ATP World Tour Finals (0)                            |
| ATP Super 9 / ATP Masters Series (0)                 |
| ATP Championship Series / ATP International Gold (0) |
| ATP World Series / ATP International Series (7)      |

| Numero | Data            | Torneo                           | Superficie    | Compagno         | Avversari in finale            | Punteggio     |
| 1.     | 5 novembre 1990 | Kremlin Cup, Mosca               | Sintetico (i) | Paul Haarhuis    | John Fitzgerald Anders Järryd  | 6-4, 7-6      |
| 2.     | 10 giugno 1991  | Ordina Open, Rosmalen            | Erba          | Paul Haarhuis    | Richard Krajicek Jan Siemerink | 6-3, 7-6      |
| 3.     | 30 marzo 1992   | Estoril Open, Estoril            | Terra rossa   | Libor Pimek      | Luke Jensen Laurie Warder      | 3-6, 6-3, 7-5 |
| 4.     | 6 luglio 1992   | Swiss Open Gstaad, Gstaad        | Terra rossa   | Libor Pimek      | Petr Korda Cyril Suk           | Walkover      |
| 5.     | 2 agosto 1993   | ATP Praga, Praga                 | Terra rossa   | Libor Pimek      | Jorge Lozano Jaime Oncins      | 6-3, 7-6      |
| 6.     | 11 ottobre 1993 | ATP Bolzano, Bolzano             | Sintetico (i) | Piet Norval      | David Adams Andrej Ol'chovskij | 6-3, 6-2      |
| 7.     | 3 novembre 1997 | Movistar Open, Santiago del Cile | Terra rossa   | Andrew Kratzmann | Julián Alonso Nicolás Lapentti | 7-6, 5-7, 6-4 |

##### Sconfitte in finale (12)
| Legenda                                              |
| Grande Slam (0)                                      |
| ATP World Tour Finals (0)                            |
| ATP Super 9 / ATP Masters Series (0)                 |
| ATP Championship Series / ATP International Gold (1) |
| ATP World Series / ATP International Series (11)     |

| Numero | Data              | Torneo                                        | Superficie    | Compagno           | Avversari in finale            | Punteggio     |
| 1.     | 2 marzo 1992      | Copenaghen Open, Copenaghen                   | Sintetico (i) | Libor Pimek        | Nicklas Kulti Magnus Larsson   | 3-6, 4-6      |
| 2.     | 5 luglio 1993     | Swiss Open Gstaad, Gstaad                     | Terra rossa   | Piet Norval        | Cédric Pioline Marc Rosset     | 3-6, 6-3, 6-7 |
| 3.     | 26 luglio 1993    | Dutch Open, Hilversum                         | Terra rossa   | Libor Pimek        | Jacco Eltingh Paul Haarhuis    | 6-4, 2-6, 5-7 |
| 4.     | 7 febbraio 1994   | Milan Indoor, Milano                          | Sintetico (i) | Piet Norval        | Tom Nijssen Cyril Suk          | 6-4, 6-7, 6-7 |
| 5.     | 11 aprile 1994    | ATP Nizza, Nizza                              | Terra rossa   | Piet Norval        | Javier Sánchez Mark Woodforde  | 5-7, 3-6      |
| 6.     | 7 novembre 1994   | European Community Championship, Anversa      | Sintetico (i) | Sébastien Lareau   | Jan Apell Jonas Björkman       | 6-4, 1-6, 2-6 |
| 7.     | 12 giugno 1995    | Ordina Open, Rosmalen                         | Erba          | Andrej Ol'chovskij | Richard Krajicek Jan Siemerink | 5-7, 3-6      |
| 8.     | 25 settembre 1995 | Campionati Internazionali di Sicilia, Palermo | Terra rossa   | Piet Norval        | Àlex Corretja Fabrice Santoro  | 7-6, 4-6, 3-6 |
| 9.     | 29 gennaio 1996   | Croatian Indoors, Zagabria                    | Sintetico (i) | Martin Damm        | Menno Oosting Libor Pimek      | 3-6, 6-7      |
| 10.    | 4 marzo 1996      | ABN AMRO World Tennis Tournament, Rotterdam   | Sintetico (i) | Cyril Suk          | David Adams Marius Barnard     | 3-6, 7-5, 6-7 |
| 11.    | 22 settembre 1997 | Romanian Open, Bucarest                       | Terra rossa   | Daniel Orsanic     | Luis Lobo Javier Sánchez       | 5-7, 5-7      |
| 12.    | 29 settembre 1997 | Campionati Internazionali di Sicilia, Palermo | Terra rossa   | Daniel Orsanic     | Andrew Kratzmann Libor Pimek   | 6-3, 3-6, 6-7 |

### Tornei minori

#### Singolare

##### Vittorie (1)
| Legenda tornei minori |
| Challenger (1)        |
| Futures (0)           |

| Numero | Data          | Torneo                   | Superficie | Avversario in finale | Punteggio |
| 1.     | 2 maggio 1994 | Malta Challenger, Sliema | Cemento    | Martin Sinner        | 6-4, 7-6  |

#### Doppio

##### Vittorie (8)
| Legenda tornei minori |
| Challenger (8)        |
| Futures (0)           |

| Numero | Data             | Torneo                              | Superficie  | Compagno            | Avversari in finale           | Punteggio     |
| 1.     | 26 marzo 1990    | Estoril Challenger, Estoril         | Terra rossa | Karsten Braasch     | Tomás Carbonell Udo Riglewski | 5-7, 7-5, 6-4 |
| 2.     | 8 ottobre 1990   | Curitiba Challenger, Curitiba       | Cemento     | Jacco Eltingh       | César Kist Danilo Marcelino   | 6-4, 3-6, 6-3 |
| 3.     | 15 ottobre 1990  | Ilheus Challenger, Ilhéus           | Cemento     | Jacco Eltingh       | Roger Smith Tobias Svantesson | 4-6, 6-3, 6-4 |
| 4.     | 10 maggio 1993   | Dresden Challenger, Dresda          | Terra rossa | Evgenij Kafel'nikov | Michiel Schapers Daniel Vacek | 6-3, 6-3      |
| 5.     | 15 agosto 1994   | S Tennis Masters Challenger, Graz   | Terra rossa | Stephen Noteboom    | Wayne Arthurs Simon Youl      | 4-6, 6-3, 7-6 |
| 6.     | 10 ottobre 1994  | Reunion Island Challenger, Riunione | Cemento     | Joost Winnink       | Patrick Baur Michael Geserer  | 6-1, 6-2      |
| 7.     | 22 maggio 1995   | Budapest Challenger, Budapest       | Terra rossa | Pablo Albano        | Rikard Bergh Matt Lucena      | 6-4, 6-4      |
| 8.     | 11 novembre 1996 | Reunion Island Challenger, Riunione | Cemento     | Fabrice Santoro     | Donald Johnson Leander Paes   | 6-3, 7-6      |